# گل جالیزان
گُل جالیزان یا تیره گل جالیز (Orobanchaceae) تیره‌ای از گیاهان گلدار است که در حدود ۹۰ سرده و بیش از ۲۰۰۰ گونه دارد.